# Súðavíkurhreppur
Súðavíkurhreppur is een gemeente in het noordwesten van IJsland in de regio Vestfirðir. Het heeft 229 inwoners (in 2006) en een oppervlakte van 749 km². De grootste plaats in de gemeente is Súðavík met 198 inwoners (in 2006). De gemeente ontstond op 1 januari 1995 door het samenvoegen van de gemeentes Ögurhreppur en Reykjafjarðarhreppur.
Bolungarvíkurkaupstaður · Ísafjarðarbær · Reykhólahreppur · Tálknafjarðarhreppur · Vesturbyggð · Súðavíkurhreppur · Árneshreppur · Kaldrananeshreppur · Bæjarhreppur · Strandabyggð